# Dekanat wileński okręgowy
Dekanat wileński okręgowy – jeden z pięciu dekanatów eparchii wileńskiej i litewskiej Rosyjskiego Kościoła Prawosławnego. Dziekanem jest ks. ihumen Beniamin (Sawczyc).
W skład dekanatu wchodzi 9 parafii:
- parafia Narodzenia Pańskiego w Bukiszkach
- parafia Ikony Matki Bożej „Wszystkich Strapionych Radość” w Druskienikach
- parafia św. Jerzego w Giejsiszkach
- parafia Zaśnięcia Matki Bożej w Jewiach
  - filia: św. Mikołaja w Siemieliszkach
- parafia Ikony Matki Bożej „Wszystkich Strapionych Radość” w Michnowie
- parafia św. Sergiusza z Radoneża w Podbrodziu
- parafia św. Mikołaja w Rudominie
- parafia św. Tichona w Solecznikach
- parafia Narodzenia Matki Bożej w Trokach